# 草庵
草庵（そうあん）とは、日本の上古から中世期に出現する建築様式で、「草」は草葺ないし草壁を意味する。
古くから日本では農事用の仮小屋をイホ、イホリ、カリホと呼び、万葉集など上代の文学では「故郷を離れた孤独な住まい」という情趣を込めて詠み込まれている。
日本に寺院が造られるようになった飛鳥時代から奈良時代にかけて、本院とは別に人里離れた山林に庵を結んで修行を行う山林修行が行われていた。山林修行は教学と併せて修めるべきものと考えられ、空海や最澄も草庵を結んで修行を行っている。密教や修験道が隆盛した平安時代には、山林修行はますます盛んとなった。
山林修行に使われた草庵も農事用の仮小屋と「仮初めの住宅」という共通する意味からイホと呼ばれた。当時のもので現存する草庵はないが、廃寺となった山林寺院の遺跡や、現在山林にある寺院には草庵の系譜を引くものもあると考えられる。
中世にも出家した僧や隠遁者が人里離れて草庵に住んだ。鴨長明『方丈記』などの文学や絵巻物に見られ、明恵や一遍、西行や日蓮らが草庵を拠点とした宗教活動を行なっている。
撰集抄などの仏教説話に見られる草庵の描写では、木の枝や木の葉、竹、筵など粗末な材料で周囲を囲っただけの住処であったという。これは行者の生活が貧しいほど物欲や我執から遠く、聖性や陰徳が高いという仏教説話ならではの文学的な表象であり、実際の草庵が粗末な小屋ばかりということではない。
小泉和子に拠れば草庵は宗教空間である持仏堂と日常生活を送る居間、世辞の三つの空間で構成されるという。